# Persone di nome Beatrice
| Questa pagina contiene informazioni ricavate automaticamente dalle voci biografiche con l'ausilio del template Bio e di un bot. L'aggiornamento è periodico e automatico e ricostruisce completamente la pagina. Se manca una persona in questa lista, sei pregato di non aggiungerla, ma accertati piuttosto che la sua voce biografica contenga il template Bio e che i dati anagrafici siano correttamente compilati. Se il template Bio manca, inseriscilo tu stesso o, in alternativa, metti l'avviso {{tmp\|Bio}} che ne segnala la mancanza. Se i dati riportati sono sbagliati, correggi direttamente la voce biografica; le modifiche saranno visibili in questa lista entro pochi giorni. Per chiarimenti vedi il progetto antroponimi. La lista contiene solo le 197 persone che sono citate nell'enciclopedia e per le quali è stato implementato correttamente il template Bio. Pagina aggiornata al 6 ago 2025. |

Questa è una lista di persone presenti nell'enciclopedia che hanno il nome Beatrice, suddivise per attività principale.

## Altiste(1)
- Beatrice Lundmark, ex altista svizzera (Lugano, n. 1980)

## Annunciatrici televisive(1)
- Beatrice Cori, annunciatrice televisiva e modella italiana (Osimo, n. 1943 - Roma, † 2000)

## Arciere(1)
- Beatrice Hill-Lowe, arciera irlandese (Ardee, n. 1869 - Tenby, † 1951)

## Arrampicatrici(1)
- Beatrice Colli, arrampicatrice italiana (Colico, n. 2004)

## Artiste(1)
- Beatrice Wood, artista, ceramista e attrice statunitense (San Francisco, n. 1893 - Ojai, † 1998)

## Astronome(1)
- Beatrice Tinsley, astronoma neozelandese (Chester, n. 1941 - New Haven, † 1981)

## Attrici(24)
- Beatrice Allen, attrice e danzatrice statunitense
- Beatrice Arnera, attrice e cantante italiana (Acqui Terme, n. 1995)
- Bea Arthur, attrice e doppiatrice statunitense (New York, n. 1922 - Los Angeles, † 2009)
- Beatrice Baldaccini, attrice e cantante italiana (Lucca, n. 1990)
- Bea Benaderet, attrice statunitense (New York, n. 1906 - Los Angeles, † 1968)
- Mrs. Patrick Campbell, attrice inglese (Kensington, n. 1865 - Pau, † 1940)
- Joan Caulfield, attrice statunitense (West Orange, n. 1922 - Los Angeles, † 1991)
- Beatrice Fazi, attrice e conduttrice televisiva italiana (Salerno, n. 1972)
- Beatrice Grannò, attrice e musicista italiana (Roma, n. 1993)
- Beatrice Gray, attrice e ballerina statunitense (Contea di Hancock, n. 1911 - California, † 2009)
- Binnie Hale, attrice, cantante e ballerina inglese (Liverpool, n. 1899 - Hastings, † 1984)
- Melba Moore, attrice, cantante e musicista statunitense (New York, n. 1945)
- Beatrice Hsu, attrice taiwanese (Taipei, n. 1978 - Taichung, † 2007)
- Beatrice Lillie, attrice canadese (Toronto, n. 1894 - Henley-on-Thames, † 1989)
- Beatrice Luzzi, attrice e autrice televisiva italiana (Roma, n. 1970)
- Beatrice Macola, attrice italiana (Verona, n. 1965 - Roma, † 2001)
- Beatrice Mancini, attrice italiana (Roma, n. 1917 - Roma, † 1987)
- Beatrice Palme, attrice italiana (Roma, n. 1960)
- Beatrice Ring, attrice francese (n. 1966)
- Beatrice Schiros, attrice italiana (Parma, n. 1967)
- Beatrice Straight, attrice statunitense (Old Westbury, n. 1914 - Los Angeles, † 2001)
- Beatrice Van, attrice e sceneggiatrice statunitense (Omaha, n. 1890 - Long Beach, † 1983)
- Beatrice Vitoldi, attrice e diplomatica italiana (Salerno, n. 1895 - Urss, † 1939)
- Beatrice Winde, attrice statunitense (Chicago, n. 1924 - New York, † 2004)

## Badesse(2)
- Beatrice I di Quedlinburg, badessa tedesca (n. 1037 - † 1061)
- Beatrice II di Quedlinburg, badessa tedesca († 1160)

## Calciatrici(2)
- Beatrice Abati, calciatrice italiana (Castellanza, n. 1997)
- Beatrice Merlo, calciatrice italiana (Milano, n. 1999)

## Cantanti(2)
- Beatrice Egli, cantante svizzera (Freienbach, n. 1988)
- Beatrice Eli, cantante svedese (Stoccolma, n. 1987)

## Cantautrici(3)
- Bertie Blackman, cantautrice, musicista e produttrice discografica australiana (Sydney, n. 1982)
- Beabadoobee, cantautrice filippina (Iloilo, n. 2000)
- Bea Miller, cantautrice e attrice statunitense (Brooklyn, n. 1999)

## Cavallerizze(1)
- Beatrice Patrese, cavallerizza italiana (Padova, n. 1985)

## Cestiste(6)
- Beatrice Attura, cestista statunitense (Roma, n. 1994)
- Beatrice Benicchi, cestista italiana (Lucca, n. 1995)
- Beatrice Del Pero, cestista italiana (Cantù, n. 1999)
- Beatrice Mompremier, cestista statunitense (Miami, n. 1996)
- Beatrice Sciacca, ex cestista italiana (Cesena, n. 1983)
- Beatrice Stroscio, cestista italiana (Patti, n. 2001)

## Cicliste su strada(1)
- Beatrice Bartelloni, ex ciclista su strada e pistard italiana (Trieste, n. 1993)

## Conduttrici televisive(1)
- Beatrice Bocci, conduttrice televisiva e ex modella italiana (San Giovanni Valdarno, n. 1970)

## Danzatrici(1)
- Beatrice Dominguez, ballerina e attrice statunitense (San Bernardino, n. 1896 - Los Angeles, † 1921)

## Diplomatiche(1)
- Beatrice Covassi, diplomatica e politica italiana (Firenze, n. 1968)

## Direttrici d'orchestra(1)
- Beatrice Venezi, direttrice d'orchestra e pianista italiana (Lucca, n. 1990)

## Discobole(1)
- Beatrice Faumuina, ex discobola e conduttrice televisiva neozelandese (Auckland, n. 1974)

## Divulgatrici scientifiche(1)
- Beatrice Mautino, divulgatrice scientifica e saggista italiana (Ivrea, n. 1978)

## Doppiatrici(1)
- Beatrice Caggiula, doppiatrice e attrice teatrale italiana (Torino, n. 1981)

## Economiste(1)
- Beatrice Weder di Mauro, economista e imprenditrice svizzera (Basilea, n. 1955)

## Fondiste di corsa in montagna‎(1)
- Beatrice Bianchi, fondista di corsa in montagna italiana (n. 1998)

## Genetiste(1)
- Beatrice Mintz, genetista e biologa statunitense (New York, n. 1921 - Elkins Park, † 2022)

## Ginnaste(1)
- Beatrice Tornatore, ginnasta italiana (Padova, n. 1999)

## Giornaliste(1)
- Beatrice Ghezzi, giornalista italiana (Milano, n. 1969)

## Imperatrici(1)
- Beatrice di Borgogna, imperatrice (n. 1145 - Jouhe, † 1184)

## Imprenditrici(1)
- Beatrice Trussardi, imprenditrice italiana (Milano, n. 1971)

## Ingegnere(1)
- Beatrice Hicks, ingegnere statunitense (Orange, n. 1919 - Princeton, † 1979)

## Mezzofondiste(1)
- Beatrice Chebet, mezzofondista keniota (Kericho, n. 2000)

## Modelle(3)
- Beatrice Borromeo, ex modella, giornalista e conduttrice televisiva italiana (San Candido, n. 1985)
- Beatrice Faccioli, ex modella italiana (Verona, n. 1938)
- BeBe Shopp, modella statunitense (Hopkins, n. 1930)

## Nobildonne(16)
- Beatrice Appiano, nobildonna italiana (Piombino, n. 1482 - Fondi, † 1525)
- Beatrice di Norimberga, nobildonna (Norimberga, n. 1362 - Perchtoldsdorf, † 1414)
- Beatrice di Frangipan, nobildonna croata (n. 1480 - † 1510)
- Beatrice Cenci, nobildonna italiana (Roma, n. 1577 - Roma, † 1599)
- Beatrice d'Este, nobildonna italiana (Ferrara, n. 1268 - Milano, † 1334)
- Beatrice d'Este, nobildonna italiana (Ferrara, n. 1427 - Milano, † 1497)
- Beatrice II d'Este, nobildonna italiana (Ferrara, † 1262)
- Beatrice Fieschi, nobildonna italiana († 1283)
- Beatrice Langosco, nobildonna italiana († 1612)
- Beatrice Michiel, nobildonna italiana (Venezia, n. 1553 - Costantinopoli, † 1613)
- Beatrice Pallavicino, nobildonna italiana († 1683)
- Beatrice Pereira de Alvim, nobildonna portoghese (n. 1380 - Lisbona, † 1412)
- Beatrice Roverella, nobildonna italiana (Ferrara, n. 1510 - † 1575)
- Beatrice Visconti, nobildonna italiana (n. 1350 - † 1410)
- Beatrice di Baden, nobildonna tedesca (n. 1492 - † 1535)
- Beatrice di Mâcon, nobildonna francese (Champagne-et-Fontaine, † 1230)

## Nobili(37)
- Beatrice del Monferrato, nobile († 1228)
- Beatrice di Lotaringia, nobile (n. 1019 - Pisa, † 1076)
- Beatrice di Savoia, nobile (n. 1237 - † 1310)
- Beatrice d'Albon, nobile francese (n. 1161 - Castello di Vizille, † 1228)
- Beatrice di Navarra, nobile (n. 1386 - † 1410)
- Beatrice di Navarra, nobile (n. 1242 - Villaines-en-Duesmois, † 1295)
- Beatrice d'Aviz, nobile portoghese (Veiros, n. 1386 - Bordeaux, † 1447)
- Beatrice d'Inghilterra, nobile (Bordeaux, n. 1242 - Londra, † 1275)
- Beatrice di Cardona, nobile († 1372)
- Beatrice di Parigi, nobile († 1003)
- Beatrice di Savoia, nobile italiana (Escalona, † 1292)
- Beatrice di Brabante, nobile tedesca (Lovanio, n. 1225 - Courtrai, † 1288)
- Beatrice I di Bigorre, nobile franco († 1095)
- Beatrice II di Bigorre, nobile franco
- Beatrice di Lussemburgo, nobile ungherese (n. 1305 - Temesvár, † 1319)
- Beatrice II di Borgogna, nobile († 1231)
- Beatrice d'Aviz, nobile (Lisbona, n. 1504 - Nizza, † 1538)
- Beatrice di Bar, nobile francese (n. 1310 - Mantova, † 1350)
- Beatrice di Castiglia, nobile spagnola (Toro, n. 1293 - Lisbona, † 1359)
- Beatrice di Sicilia, nobile (Palermo, n. 1260 - † 1307)
- Beatrice di Borbone-Spagna, nobile spagnola (La Granja de San Ildefonso, n. 1909 - Roma, † 2002)
- Beatrice di Borgogna-Borbone, nobile francese (n. 1257 - Château de Murat, † 1310)
- Beatrice Gonzaga, nobile italiana (Mantova - Ferrara)
- Beatrice Cane, nobile (Tenda - Binasco, † 1418)
- Beatrice Ottinelli, nobile e mecenate italiana (Napoli - Fondi)
- Beatrice del Portogallo, nobile (n. 1347 - Ledesma, † 1381)
- Beatrice di Savoia, nobile (n. 1206 - † 1266)
- Beatrice di Slesia-Glogau, nobile e imperatrice polacca (Monaco di Baviera, † 1322)
- Beatrice d'Angiò, nobile e sovrana francese (Napoli, n. 1252 - Andria, † 1275)
- Beatrice d'Arborea, nobile (Molins de Rei - Narbona, † 1377)
- Beatrice da Camino, nobile italiana (Ferrara, † 1388)
- Beatrice da Correggio, nobile italiana (n. 1286 - † 1321)
- Beatrice Lodron, nobile italiana
- Beatrice di Castiglia, nobile spagnola (n. 1254 - † 1280)
- Beatrice di Ginevra, nobile francese (n. 1335 - † 1392)
- Beatrice Geronima di Lorena, nobile francese (Bar-le-Duc, n. 1662 - Parigi, † 1738)
- Beatrice di Monferrato, nobile italiana († 1274)

## Nuotatrici(8)
- Beatrice Adelizzi, nuotatrice artistica italiana (Monza, n. 1988)
- Beatrice Andina, nuotatrice artistica italiana (Pietra Ligure, n. 2005)
- Beatrice Callegari, nuotatrice artistica italiana (Castelfranco Veneto, n. 1991)
- Beatrice Căslaru, nuotatrice rumena (Brăila, n. 1975)
- Beatrice Esegio, nuotatrice artistica italiana (Mirano, n. 2004)
- Beatrice Lennon Crass, nuotatrice artistica britannica (n. 2004)
- Nancy Lyons, ex nuotatrice australiana (n. 1930)
- Beatrice Spaziani, nuotatrice artistica italiana (Terracina, n. 1984)

## Pallavoliste(4)
- Beatrice Agrifoglio, pallavolista italiana (Sansepolcro, n. 1994)
- Beatrice Berti, pallavolista italiana (Padova, n. 1996)
- Beatrice Negretti, pallavolista italiana (Como, n. 1999)
- Beatrice Parrocchiale, pallavolista italiana (Milano, n. 1995)

## Pattinatrici artistiche su ghiaccio(1)
- Beatrice Gelmini, ex pattinatrice artistica su ghiaccio italiana (Bergamo, n. 1966)

## Pianiste(1)
- Beatrice Rana, pianista italiana (Copertino, n. 1993)

## Pittrici(1)
- Beatrice Morgari, pittrice italiana (Torino, n. 1858 - Torino, † 1936)

## Poetesse(3)
- Beatrice di Pian degli Ontani, poetessa italiana (Cutigliano, n. 1802 - Cutigliano, † 1885)
- Bice Piacentini, poetessa italiana (San Benedetto del Tronto, n. 1856 - San Benedetto del Tronto, † 1942)
- Beatrice Zerbini, poetessa italiana (Bologna, n. 1983)

## Polistrumentiste(1)
- Beatrice Antolini, polistrumentista, cantautrice e produttrice discografica italiana (Macerata, n. 1982)

## Politiche(5)
- Beatrice Brignone, politica italiana (Senigallia, n. 1978)
- Beatrice Draghetti, politica italiana (Bologna, n. 1950)
- Bice Ligabue, politica e partigiana italiana (Savigliano, n. 1895 - Modena, † 1981)
- Beatrice Lorenzin, politica italiana (Roma, n. 1971)
- Beatrice Maria Magnolfi, politica italiana (Firenze, n. 1951)

## Principesse(10)
- Beatrice di Svevia, principessa sveva (n. 1198 - Nordhausen, † 1212)
- Beatrice d'Ungheria, principessa francese (Napoli, n. 1290 - Grenoble, † 1343)
- Beatrice di York, principessa britannica (Londra, n. 1988)
- Beatrice d'Aviz, principessa portoghese (n. 1430 - † 1506)
- Beatrice di Sassonia-Coburgo-Gotha, principessa britannica (Buckingham Palace, n. 1857 - Brantridge Park, † 1944)
- Beatrice di Sassonia-Coburgo-Gotha, principessa inglese (Eastwell Park, n. 1884 - Sanlúcar de Barrameda, † 1966)
- Beatrice di Savoia, principessa italiana (n. 1223 - † 1259)
- Beatrice di Savoia, principessa (n. 1310 - † 1331)
- Beatrice di Borbone-Parma, principessa (Biarritz, n. 1879 - Mureck, † 1946)
- Beatrice di Borbone-Spagna, principessa e duchessa (Pau, n. 1874 - Lucca, † 1961)

## Religiose(2)
- Beatrice de Silva, religiosa portoghese (n. 1424 - Toledo, † 1492)
- Beatrice d'Ornacieux, religiosa francese (Ornacieux - Eymeux, † 1303)

## Rugbiste a 15(3)
- Beatrice Capomaggi, rugbista a 15 italiana (Frascati, n. 1997)
- Beatrice Rigoni, rugbista a 15 italiana (Abano Terme, n. 1995)
- Beatrice Veronese, rugbista a 15 italiana (Padova, n. 1996)

## Saggiste(1)
- Beatrice Sacchi, saggista, pubblicista e attivista italiana (Mantova, n. 1878 - Torino, † 1931)

## Sceneggiatrici(1)
- Beatrice DeMille, sceneggiatrice inglese (Liverpool, n. 1853 - Hollywood, † 1923)

## Scenografe(1)
- Beatrice Scarpato, scenografa italiana (Roma, n. 1957)

## Schermitrici(1)
- Bebe Vio, schermitrice e dirigente sportiva italiana (Venezia, n. 1997)

## Sciatrici alpine(2)
- Beatrice Scalvedi, ex sciatrice alpina svizzera (Bellinzona, n. 1995)
- Beatrice Sola, sciatrice alpina italiana (Trento, n. 2003)

## Scrittrici(5)
- Beatrice Alemagna, scrittrice e illustratrice italiana (Bologna, n. 1973)
- Beatrice Masini, scrittrice, giornalista e traduttrice italiana (Milano, n. 1962)
- Beatrice Monroy, scrittrice e drammaturga italiana (Palermo, n. 1953)
- Beatrice Solinas Donghi, scrittrice e saggista italiana (Serra Riccò, n. 1923 - Genova, † 2015)
- Beatrice Speraz, scrittrice italiana (Spalato, n. 1839 - Milano, † 1923)

## Siepiste(1)
- Beatrice Chepkoech, siepista e mezzofondista keniota (Bomet, n. 1991)

## Snowboarder(1)
- Bea Kim, snowboarder statunitense (Rancho Palos Verdes, n. 2007)

## Sovrane(11)
- Beatrice d'Aragona, sovrana (Napoli, n. 1457 - Napoli, † 1508)
- Beatrice di Vermandois, sovrana
- Beatrice di Rethel, sovrana († 1185)
- Beatrice di Baviera, sovrana tedesca (n. 1344 - † 1359)
- Beatrice di Borbone, sovrana (n. 1320 - Damvillers, † 1383)
- Beatrice di Falkenburg, sovrana tedesca (n. 1254 - Oxford, † 1277)
- Beatrice del Portogallo, sovrana portoghese (Coimbra, n. 1372 - Madrigal)
- Beatrice dei Paesi Bassi, regina olandese (Baarn, n. 1938)
- Regina della Scala, sovrana italiana (Verona, n. 1331 - Sant'Angelo Lodigiano, † 1384)
- Beatrice di Castiglia e Guzmán, sovrana (Saragozza, n. 1242 - † 1303)
- Beatrice di Provenza, sovrana (n. 1234 - Nocera Inferiore, † 1267)

## Storiche(1)
- Beatrice de Graaf, storica olandese (Putten, n. 1976)

## Tenniste(1)
- Beatrice Capra, tennista statunitense (Baltimora, n. 1992)

## Traduttrici(1)
- Beata Della Frattina, traduttrice italiana (Milano, n. 1921 - Udine, † 1996)

## Triatlete(2)
- Beatrice Lanza, triatleta italiana (Biella, n. 1982)
- Beatrice Mallozzi, triatleta italiana (Roma, n. 2000)

## Tuffatrici(1)
- Eileen Armstrong, tuffatrice britannica (Willesden, n. 1894 - Frinton-on-Sea, † 1981)

## Velociste(1)
- Beatrice Masilingi, velocista namibiana (Katima Mulilo, n. 2003)

## Violoncelliste(1)
- Beatrice Harrison, violoncellista britannica (Roorkee, n. 1892 - Surrey, † 1965)

## Wrestler(1)
- Blair Davenport, wrestler britannica (Harrogate, n. 1996)

## Senza attività specificata(6)
- Beatrice di Nazareth, monaca cristiana e scrittrice fiamminga (Tienen, n. 1200 - Nazareth di Lier, † 1268)
- Beatrice di Chalon, contessa († 1227)
- Beatrice I d'Este, monaca cristiana italiana (Baone - Baone, † 1226)
- Beatrice d'Este, contessa italiana (Colli Euganei, n. 1215 - Monte Gemola, † 1245)
- Beatrice d'Este, duchessa, stilista e mecenate italiana (Ferrara, n. 1475 - Milano, † 1497)
- Beatrice Portinari, italiana (Firenze - Firenze, † 1290)